# TV Litoral
TV Litoral foi uma emissora de televisão brasileira sediada em São Vicente, no estado de São Paulo.
Operava nos canal 52 UHF e era afiliada à TVE Brasil. Foi fundada no dia 5 de janeiro de 1991 por iniciativa do empresário Lupércio Mussi, proprietário da rádio Litoral FM e de outras emissoras de rádio.

## História
Foi afiliada à TVE do Rio de Janeiro (atual TV Brasil). Suas instalações e estúdio ficavam no número 756 da avenida Capitão Mor Aguiar, no bairro Parque Bitarú, e sua antena transmissora no alto do Morro Santa Terezinha, em Santos.
Tinha uma extensa programação regional, telejornais e inovou na transmissão dos desfiles de Carnaval da cidade de Santos. A cobertura dos carnavais e também das eleições eram tradições do canal.
Muitos profissionais de televisão que estão atualmente em grandes emissoras iniciaram suas carreiras na TV Litoral, como os jornalistas Luciano Faccioli e Solange Freitas além de Júlio Francfort (Diretor/TV Record TV), Isabel Machado, Marcos Peres, Júlio Pereira, Leandro Forli, Antonio Lima Júnior e o Diretor de Imagens Fernando Pinto Ribeiro. Em 1994, uniram-se à equipe a apresentadora Sília de Maria, que viera da TV Bandeirantes, e o coordenador Arthur Ankerkrone, ambos de São Paulo.
No início de 1996, numa reestruturação da programação e de marca, a emissora passou a utilizar a denominação RTL (Rádio e Televisão Litoral), que foi utilizada até o fim de suas transmissões. Foi inaugurada em meados do mesmo ano foi erguida uma nova torre, com 50m de altura (substituindo a original, com 27m de altura), no terreno vizinho ao original.
No dia 26 de janeiro de 1997 a TV Litoral foi transferida para a Universidade Santa Cecília, com novas instalações e transmissores, sendo rebatizada como Santa Cecília TV.
As instalações originais da TV Litoral foram utilizadas pelas rádios da Mussi Comunicações até 2001, quando o grupo mudou-se para o número 1275 da avenida Manoel da Nóbrega, no bairro vicentino do Itararé. O antigo prédio foi demolido, e em seu lugar foi construído um templo da Congregação Cristã do Brasil.
As demais emissoras do grupo Mussi Comunicações continuam no ar, normalmente, utilizando a torre da antiga TV Litoral.